# Francis Ford Coppola
Francis Ford Coppola (Detroit, Michigan, 1939. április 7. –) olasz származású ötszörös Oscar-díjas amerikai filmrendező, forgatókönyvíró, producer.

## Életpályája
New Yorkban nőtt fel. Apja Carmine Coppola, zeneszerző, aki többek között a Keresztapa első részében zongoristát alakított, a teljes trilógiához pedig pótlólagos zenét komponált Nino Rota mellett. Édesanyja színésznő volt. Coppola diplomát a Hofstra Egyetemen szerzett dráma tagozaton, diplomamunkáját az UCLA Egyetemen filmgyártásból írta (ahol együtt tanult Jim Morrisonnal). Első önálló nagyjátékfilmjét Dementia 13 címen készítette 1963-ban. 1966-ban a második filmje, a Felnőtt fiú vagy már hozta meg számára a kritikusok elismerését és az MA diplomát. 1969-ben George Lucassal közösen megalapította az American Zoetrope független filmgyártó céget San Franciscoban. A cég első filmje THX-1138 volt: George Lucas rendezésében 1971-ben. Coppola második produceri munkáját szintén Lucas rendezésében American Graffiti címen mutatták be 1973-ban. Ez a film 5 Oscar jelölést kapott, beleszámítva a legjobb film nominálását is.
1972-ben Coppola elkészítette legmaradandóbb alkotását, A Keresztapát. A film elnyerte a legjobb film Oscar-díját.
Az 1974-ben bemutatott Magánbeszélgetéssel elhozta Cannes-ból az Arany Pálmát, valamint jelölték a legjobb film és a legjobb eredeti forgatókönyv díjára az Oscar gálán. A film egyik érdekessége, hogy a Magánbeszélgetést kevéssel a Watergate-botrány kirobbanása előtt mutatták be, így a film hátborzongató jóslatnak bizonyult. Coppolát majdnem kirúgták az első Keresztapa-filmből, és annyira aggódott a film anyagi sikeréért, hogy a bemutatón nem jelent meg, hanem egy hotelszobába zárkózva írta A nagy Gatsby forgatókönyvét. Az elsöprő sikert látva a stúdió folytatást követelt. A profit egy hányada mellett Coppolának teljes alkotói szabadságot adott. Coppola itt már egyértelműen a maffia ellen foglalt állást, Michael úgy lesz egyre mélabúsabb, ahogy növekszik a hatalma. Hyman Roth szerepében az Actors Studió híres igazgatója, Lee Strasberg debütált. A Keresztapa II.-vel hat Oscar-díjban részesült a produkció.
1979-ben készült Apokalipszis most című filmjénél John Miliustól kapott segítséget Joseph Conrad A sötétség mélyén című regényének adaptálásában. A forgatás nehézségeivel több könyv és egy 1991-es dokumentumfilm is foglalkozott. A Fülöp-szigetek-i 16 hetes munka 238 nap lett, a 36 éves Martin Sheen csaknem belehalt egy szívrohamába a helyszínen, de pár hét múlva visszatért. Marlon Brando felkészületlenül és meghízva érkezett. A vietnámi háború túlélői szerint a film élethűen jeleníti meg Vietnám valóságát.
Segítette unokaöccse, Nicolas Cage karrierjét, akit 1983-as Rablóhal című filmjében is szerepeltetett. Leánya, Sofia Coppola is apja nyomdokaiba lépett: filmrendező, forgatókönyvíró és producer. Coppola személyes tragédiája, hogy fia, Gian-Carlo meghalt egy hajóbalesetben 22 évesen, 1986-ban. Coppola az Egyesült Államok egyik legszabálytalanabb, legenergikusabb és legvitatottabb filmkészítője.
A nyolcvanas évektől kezdve azonban Coppola nem tudta megismételni korábbi sikereit, a Gengszterek klubja, az Előre a múltba, a Tucker: Az ember és az álma, a Keresztapa III., és a Drakula már nem voltak annyira sikeresek, mint korábbi filmjei. Saját cége is tönkrement ekkortájt a veszteséges projektek miatt. A Drakula után a kilencvenes években csak a Jack és Az esőcsináló című filmjeit készítette el, a kétezres években forgatott filmjei pedig már semmilyen különösebb visszhangot nem váltottak ki, a Tetro című dráma és a Twixt című horror kritikailag és anyagilag is megbukott.
Coppola filmjei romló színvonala miatt is a kilencvenes évektől inkább produceri teendőket vállalt el.

## Filmjei

### Rendezőként
- 2024 Megalopolisz
- 2022 B'Twixt Now and Sunrise
- 2011 Mostantól napkeltéig
- 2009 Tetro
- 2007 Koravén ifjúság
- 2000 Szupernova
- 1997 Az esőcsináló
- 1996 Jack
- 1992 Drakula
- 1990 A Keresztapa III.
- 1989 New York-i történetek
- 1988 Tucker, az autóbolond
- 1986 A fájdalom kövei
- 1986 Előre a múltba
- 1984 Gengszterek klubja
- 1983 Rablóhal
- 1983 A kívülállók
- 1982 Szívbéli
- 1979 Apokalipszis most
- 1974 A Keresztapa II.
- 1974 Magánbeszélgetés
- 1972 A Keresztapa
- 1969 Az esőemberek
- 1968 Szivárványvölgy
- 1966 Felnőtt fiú vagy már
- 1963 Dementia 13
- 1962 Merénylet a sztriptízbárban

### Forgatókönyvíróként
- 1966: Ez a ház bontásra vár
- 1974: A nagy Gatsby
- 1970: A tábornok

### Producerként
- 1995 Don Juan DeMarco
- 1973 Amerikai graffiti
- 1971 THX 1138
- 1982 A piszkos ügy

## Jelentősebb díjai
BAFTA-díj
- 1980: legjobb rendezés (Apokalipszis most)

Golden Globe-díj
- 1980: legjobb rendezés (Apokalipszis most)
- 1980: legjobb eredeti filmzene (Apokalipszis most)
- 1973: legjobb rendezés (Keresztapa)
- 1973: legjobb forgatókönyv (Keresztapa)

Cannes-i fesztivál
- 1979: Arany Pálma (Apokalipszis most)
- 1979: FIPRESCI-díj (Apokalipszis most)
- 1974: Arany Pálma (Magánbeszélgetés)
- 1974: Ökumenikus zsűri díja (Magánbeszélgetés)

Oscar-díj
- 1975: legjobb rendezés (Keresztapa II.)
- 1975: legjobb forgatókönyv (Keresztapa II.)
- 1975: legjobb film (Keresztapa II.)
- 1973: legjobb forgatókönyv (Keresztapa)
- 1971: legjobb forgatókönyv (A tábornok)

Velencei Nemzetközi Filmfesztivál
- 1992: Arany Oroszlán – Életműdíj

San Sebastián-i Nemzetközi Filmfesztivál
- 2002: speciális 50. évfordulós díj
- 1984: FIPRESCI-díj (Rablóhal)
- 1984: OCIC-díj (Rablóhal)
- 1969: Arany Kagyló (Az esőemberek)

Egyéb
- 2019 : Lumière-díj (életműdíj)[17]

## Lásd még
- Coppola-családfa
- Hirsch Tibor: Keresztapa sztori; Duna Film–Budapest Film–Szabadtér Kiadó, Bp., 1991